# Laurence Edgar Skog
Laurence Edgar Skog ( n. 9 de abril de 1943 ) es un botánico estadounidense que se especializó en la familia de fanerógamas Gesneriaceae.
Es el mayor de cuatro hijos de una familia de agricultores. Realizó sus estudios en la Universidad de Minnesota, donde obtuvo su Bachelor of Arts en botánica y en química en 1965. Posteriormente viajó por herborizaciones a México. Ingresó a la Universidad de Connecticut, en Storrs donde obtuvo en 1968 su M.Sc. con la defensa de un estudio del género Coriaria de la familia de las coriárias. Conoció a una estudiante, Judith E. Troop, con la que se casó en 1968.
De 1973 a 2003 fue curador e investigador en el "Botany Department" del Museo Nacional de Historia natural del Smithsonian Institution.
Desde su retiro en 2003 ha continuado trabajando en tal museo como curador emérito.
- La abreviatura «L.E.Skog» se emplea para indicar a Laurence Edgar Skog como autoridad en la descripción y clasificación científica de los vegetales.[1]